# Oreste (Händel)
Oreste (títol original en italià, en català Oreste) és una obra dramaticomusical en tres actes composta  per Georg Friedrich Händel sobre un llibret en italià . Es va estrenar el 18 de desembre de 1734 al Theatre Royal, Covent Garden de City and Liberty of Westminster.